# Bartolomeo Ferracina
Bartolomeo Ferracina ou Bartholomeo Ferracino , né le 18 août 1692 à Solagna où il est mort le 24 décembre 1777, est un mécanicien, horloger et architecte vénitien.

## Biographie
Il est connu pour avoir inventé une machine à scier des planches avec la seule force du vent ainsi qu'une machine hydraulique. On lui doit aussi l'horloge de la place Saint-Marc à Venise. Il dirigea aussi la construction de la voûte de la grande salle à Padoue et la reconstruction du pont de Bassano où un monument lui a été consacré.